# نیروگاه خورشیدی طالقان
نیروگاه پایلوت هیدروژن خورشیدی طالقان (استان البرز، شهرستان طالقان، تأسیس ۱۳۸۴)، یکی از نیروگاه‌های ایران متشکل از سلول‌های فتوولتائیک با ظرفیت تولید ۱۰ کیلووات، دستگاه الکترولیز آب به ظرفیت ۵ کیلووات و ظرفیت اسمی تولید ۱ نرمال مترمکعب در ساعت هیدروژن سیستم پیل سوختی به ظرفیت ۲٫۱ کیلووات از نوع پلیمری، کمپرسور هیدروژن، مخزن هیدروژن ۱ متر مکعبی، باتری‌خانه و مبدل‌های DC/AC می‌باشد.
زمانی که نور خورشید به سلول‌های فتوولتائیک می‌تابد، طی پدیده فتوولتائیک انرژی نورانی به انرژی الکتریکی تبدیل می‌شود و سلولهای فتوولتائیک برق مورد نیاز دستگاه الکترولیز آب را تأمین می‌نماید. هیدروژن تولید شده از دستگاه الکترولیز آب با عبور از دستگاه کمپرسور هیدروژن فشرده شده و در یک مخزن یک متر مکعبی تا فشار ۱۰ بار ذخیره می‌شود تا در مواقع نیاز، ساعات پیک مصرف، شب و روزهای ابری در مصرف‌کننده (پیل سوخت) مورد استفاده قرار گیرد. عملیات ساخت خورشیدی طالقان از سال ۱۳۷۵ آغاز شد و در سال ۱۳۸۴ به پایان رسید و در حال حاضر در مرحله برداشت اطلاعات می‌باشد. برای افزایش ظرفیت نیروگاههای سوخت فسیلی به جای تأسیس یک واحد جدید می‌توان یک سیستم فتوولتاییک اضافه کرد به این دلیل که قیمت آن پایین است. از شیشه‌های پنجره می‌توان در آن به کار برد که اندازه‌های مختلف دارد